# Schildturako

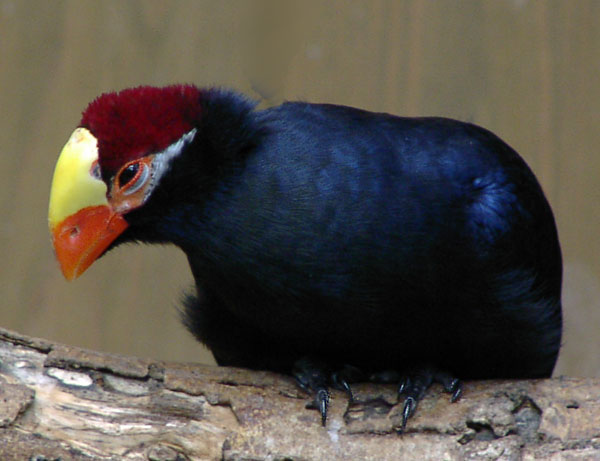
Schildturako

Der Schildturako (Tauraco violaceus, Syn.: Musophaga violacea) ist eine Vogelart aus der Gattung der Helmturakos (Tauraco) und gehört zu der Familie der Turakos (Musophagidae).
Die Zuordnung zur Gattung Helmturakos (Tauraco violaceus) oder Schildturakos (Musophaga) ist umstritten.

## Vorkommen
Die Art ist beheimatet in Westafrika von Senegambia bis Tschad und Zentralafrikanischer Republik, der Elfenbeinküste und Ghana.
Der Lebensraum umfasst tropische Savanne, Feuchtgebiete, baumbestandene Flächen und Wälder, gerne Galeriewald, Waldrand, auch Parks und Gärten bis 1000 m Höhe.
Die Art ist Standvogel.
Das Artepitheton kommt von lateinisch viola ‚violett‘.

## Beschreibung
Der Schildturako ist 45–50 cm groß und wiegt um die 360 g. Schnabel, Augenpartie, obere Ohrdecken, Scheitel und Nacken sind karminrot mit kurzen samtigen Federn. Der Augenring ist etwas heller rot. Vom Schnabelwinkel zieht unter dem Auge bis zu den unteren Ohrdecken ein breiter weißer Streifen. Auffallend ist der vom Oberschnabel beginnende massive gelbe knöcherne Frontalschild über Stirn bis zum Scheitel reichend. Kehle, Kinn und hinterer Nacken sind glänzend blau-schwarz bis -violett. Rücken und Flügeldecken sind blauviolett, der Schwanz hat einen leichten grünen Hauch. Die Unterseite ist blau-schwarz kräftig mit moosgrün überhaucht. Die Handschwingen und äußeren Armschwingen sind karminrot mit braunen Spitzen. Die Augen sind dunkelbraun mit unbefiedertem Augenring. Beine und Füße sind schwarz oder grünlich-schwarz. Die Geschlechter unterscheiden sich nicht. Jungvögel sehen krähenartig aus ohne auffallende Kopf- und Schnabelform, noch ohne Frontalschild und schwärzlichem Schnabel.
Die monotypische Art ist nur mit dem Rossturako (Tauraco rossae) verwechselbar, hat aber einen hellroten Augenring und blau-schwarzes Gefieder.

## Stimme
Der Ruf wird als Folge taubenartig gurrenden Lauten mit eingestreutem Krächzen „korrroo..korrroo..korrroo..kah-kah-kah-kah..korrroo..korrroo…“ beschrieben. Gerne rufen mehrere Individuen im Wechsel oder zusammen.

## Lebensweise
Die Art ernährt sich hauptsächlich von Früchten, Beerenobst und Samen, gerne auch von Feigen.
Die Brutzeit liegt im April in Senegambia, zwischen Juni und Oktober in Nigeria. Das Nest aus Stöckchen und Zweigen wird in etwa 6 m Höhe in einem blätterreichen Baum gebaut. Das Gelege besteht aus 2 ovalen, grau-weißen Eiern, die über 25–26 Tage von beiden ausgebrütet werden.

## Gefährdungssituation
Die Art gilt als nicht gefährdet (Least Concern).